# Dublette (Etymologie)
In der Linguistik bezeichnet man als Dublette ein Paar (oder gelegentlich eine Gruppe) von Wörtern derselben Sprache, die denselben etymologischen Ursprung haben, sich jedoch im Laufe der Zeit in Bedeutung, Form oder Gebrauch unterschiedlich entwickelt haben. Diese Unterschiede entstehen häufig, weil die Wörter zu verschiedenen Zeitpunkten oder über verschiedene Wege in die Sprache eingeführt wurden, z. B. eines früher und eines später, oder eines durch eine andere Sprache. Der Unterschied zwischen einem Dublett und einem „Kognat“ besteht darin, dass Dubletts nur innerhalb einer Sprache vorkommen können und dass ein Kognat auch zwischen verschiedenen Sprachen dieselbe Bedeutung behalten kann.

## Beispiele für Dubletten im Deutschen
- Pfalz und Palast: Beide stammen vom lateinischen palatium, einer der traditionellen sieben Hügel Roms, auf dem ab Augustus die Kaiserpaläste errichtet wurden und der zuvor von den Häusern der reichsten Einwohner des antiken Roms besiedelt war. Pfalz bezieht sich auf historische Gebiete oder Residenzen des Kaisers im Heiligen Römischen Reich, während Palast die Bedeutung eines großen Gebäudes oder Schlosses beibehielt.
- Ziegel und Deckel: Beide gehen auf das lateinische tegula (Dachziegel) zurück. Während Ziegel sich auf Baumaterialien spezialisierte, entwickelte sich Deckel zu einem Begriff für eine Abdeckung oder einen Verschluss.
- passen und passieren gehen beide auf das Altfranzösische passer zurück. Dabei ist passen die ältere Entlehnung und lässt sich bereits in Texten des späten 15. Jahrhundert nachweisen[3] und passieren die jüngere Entlehnung, die in der heutigen Bedeutung (geschehen, sich ereignen) ab dem 17. Jahrhundert aufkommt.[4]